# ジョードプル-サバルマティ (アフマダーバード)・ヴァンデ・バーラト急行
ジョードプル-サバルマティ (アフマダーバード)・ヴァンデ・バーラト急行（英語: Jodhpur–Sabarmati (Ahmedabad) Vande Bharat Express）は、インド鉄道の急行列車であるヴァンデ・バーラト急行の1つ。ジョードプルとアフマダーバードを結ぶ列車で、2023年以降営業運転が行われている。

## 概要
2023年7月7日に出発宣言が行われ、7月9日から正式な営業運転が開始された列車。ジョードプルのジョードプル駅とアフマダーバードに位置するサバルマティ・ジャンクション駅の間を結ぶ。最高速度は130 km/h、所要時間は6時間10分で、同区間を走る列車では最速である。営業運転が行われるのは週6日で、火曜日は運休する。